# キリスト教と天皇（制）
『キリスト教と天皇（制）』（キリストきょうとてんのう せい）は、2001年に行われたお茶の水クリスチャン・センターでの公開討論会「日本宣教と天皇（制）」と編纂者笹井大庸の見解を中心に、日本のキリスト教と天皇制の関係が論じられた書籍である。書名において「天皇制」は共産主義の用語であるという理由で「天皇（制）」と括弧付けになっている。副題を含めた書名は『キリスト教と天皇(制) : キリスト教界を揺るがす爆弾発言!』である。
笹井大庸は、『キリスト新聞』や『クリスチャン新聞』に「左翼的な反天皇論」があると考え、問題を提起したことが、討論会に繋がった。
第一部の「クリスチャンの天皇論」では内村鑑三、中田重治、ウィリアム・グリフィス、グイド・フルベッキの天皇論を紹介している。
第二部は美濃ミッション代表の牧師である石黒イサクと笹井大庸の討論である。他の発言者は東京基督教大学教授の櫻井圀郎、ハーベストチャペルの渡辺ミドリ、政教分離の会事務局長で長老の西川重則、東宏社長の古澤三千雄、ホーリネス教会の牧師の上中栄である。司会はクリスチャン新聞編集長の根田祥一とリバイバル新聞編集長の谷口和一郎が務めた。笹井大庸は日本の贖いの賜物は「天皇（制）」だと主張しているが、石黒イサク、櫻井から反論を受けている。
二部の後半には宣教師の木村公一による本書編纂者笹井への反論が載っている。木村は「天皇制と妥協する道はない」としながらも、笹井の見解は笹井ら右翼出身者が右翼に向けて伝道する際に有用であることについては評価している。
第三部には「宣教の接触点としての天皇（制）」と題して笹井と牧師の行澤一人との討論が収められている。ここで笹井は日本キリスト教協議会（NCC）と『キリスト新聞』を左翼と見なしている。行澤自身は新正統主義ではないが、新正統主義のカール・バルトとエミール・ブルンナーの神のかたち論争、パウル・ティリッヒらの神学を紹介して、議論を進めている。
第四部はこの討論の反響とそれに対する本書編纂者笹井の反論である。キリスト教界での議論と一般紙の『朝日新聞』に取り上げられたことについて書かれている。
福音派の『クリスチャン新聞』は「日本宣教と天皇（制）をめぐり激論」として報道し、内容のあらましを紹介した。ここから発生した議論から、2001年の4月から7月にかけて『クリスチャン新聞』紙上で公開の論争がなされた。